# Siergiej Malczenko
Siergiej Malczenko, ros. Сергей Мальченко (ur. 2 listopada 1963) – rosyjski lekkoatleta specjalizujący się w skoku wzwyż. W czasie swojej kariery reprezentował ZSRR. 
Największy sukces w karierze odniósł w 1986 r. w Stuttgarcie, zdobywając tytuł wicemistrza Europy (z wynikiem 2,31; za Igorem Paklinem). W 1988 r. zdobył tytuł halowego mistrza ZSRR (z wynikiem 2,32). W 1989 r. zajął VI miejsce podczas rozegranych w Hadze halowych mistrzostw Europy (z wynikiem 2,24).
Rekordy życiowe:
- skok wzwyż — 2,38 – Bańska Bystrzyca 04/09/1988
- skok wzwyż (hala) – 2,36 – Moskwa 09/01/1988